# Régiment noble à pied de Condé
Le régiment noble à pied de Condé est un régiment de l’armée des émigrés, dont le chef nominal est le prince de Condé. La plupart des simples soldats sont nobles et souvent d'anciens officiers supérieurs.

## Composition
Le régiment noble à pied, où l'infanterie compte 2 bataillons à 6 compagnies de 196 hommes, fut ainsi composée : 
- colonel-général - le marquis de Vauborel, capitaine ;
- Bourbonnais et Beauvaisis - le chevalier de Salgues, capitaine ;
- Predelys, Tschudy et Mussey - le comte de La Saulaye, capitaine ;
- Neustrie et La Fère - le comte de Bevy, capitaine ;
- Royal et Saintonge - le comte de Gand, capitaine ;
- Guyenne et Monsieur - le comte d'Apchon, capitaine ;
- Austrasie et Soissonnais - le marquis de la Tour-du-Pin, capitaine ;
- Bresse et Enghien - le marquis du Goulet, capitaine ;
- La Marine et Condé - le comte du Chilleau, capitaine ;
- Auvergne et Médoc - le chevalier du Boys, capitaine ;
- Piémont et Aquitaine - de Martignac, capitaine ;
- Ladevèze, Riollet et Corsac - le comte de Sabran, capitaine[3].

Le commandant est le colonel Gelb, et Gabriel-Auguste de Mazancourt en est le lieutenant-colonel.
On peut également citer Jacques-Gabriel-Louis Leclerc, marquis de Juigné, « mis à la tête de la moitié de l'infanterie noble à l'armée des princes en 1792 ».

## Historique
Après la campagne de 1792, il prend le nom de régiment des chasseurs nobles, et a pour chef le comte de Mazancourt, fort ancien officier général, tandis que le comte de Mellet est mis à la tête du régiment noble à cheval.
Gabriel-Auguste de Mazancourt, comte, maréchal de camp, commandeur de l'ordre royal et militaire de Saint-Louis, est élu député suppléant du clergé du bailliage de Villers-Cotterêts. Il émigre au mois de mars 1791, et va joindre S. A. S. Mgr le prince de Condé. Il fait, sous les ordres de ce prince, la campagne de 1792 comme commandant la brigade d'Austrasie et du Soissonnais, et celle de 1793 en qualité de lieutenant-colonel. Il reçoit, en 1794, le commandement en chef du corps d'infanterie connu sous la dénomination de régiment de chasseurs nobles ou aussi régiment noble à pied de Condé, et composé de 2 316 gentilshommes. Il fait, avec ce corps, les campagnes de cette époque, et se distingue constamment par la valeur la plus intrépide, ainsi que par le zèle et la fermeté qu'il déploie pour le maintien de la discipline. Malgré son grand âge, il marche toujours en tête des chasseurs nobles, même pendant les saisons les plus rigoureuses, et en conserve le commandement jusqu'au licenciement, qui a lieu en 1801.
L’état approximatif de la composition et de la force du corps de Condé à l'ouverture de la campagne de 1796 nous dit que le régiment noble à pied de Condé compte 2 bataillons et 1 200 hommes. Ce régiment forme dix-huit compagnies, ayant toutes pour chefs de vieux généraux, et souvent pour simples soldats des officiers supérieurs. Une compagnie voit dans ses cadres des noms qui seront bien connus sous le Second Empire, tels que de La Valette, de Sartiges, Marey, de Montesquieu, de Goyon, d'Aurelle, de Salignac, de Saint-Marsault, de Praslin, de Lâge, de Querelles et de Bonnechose.

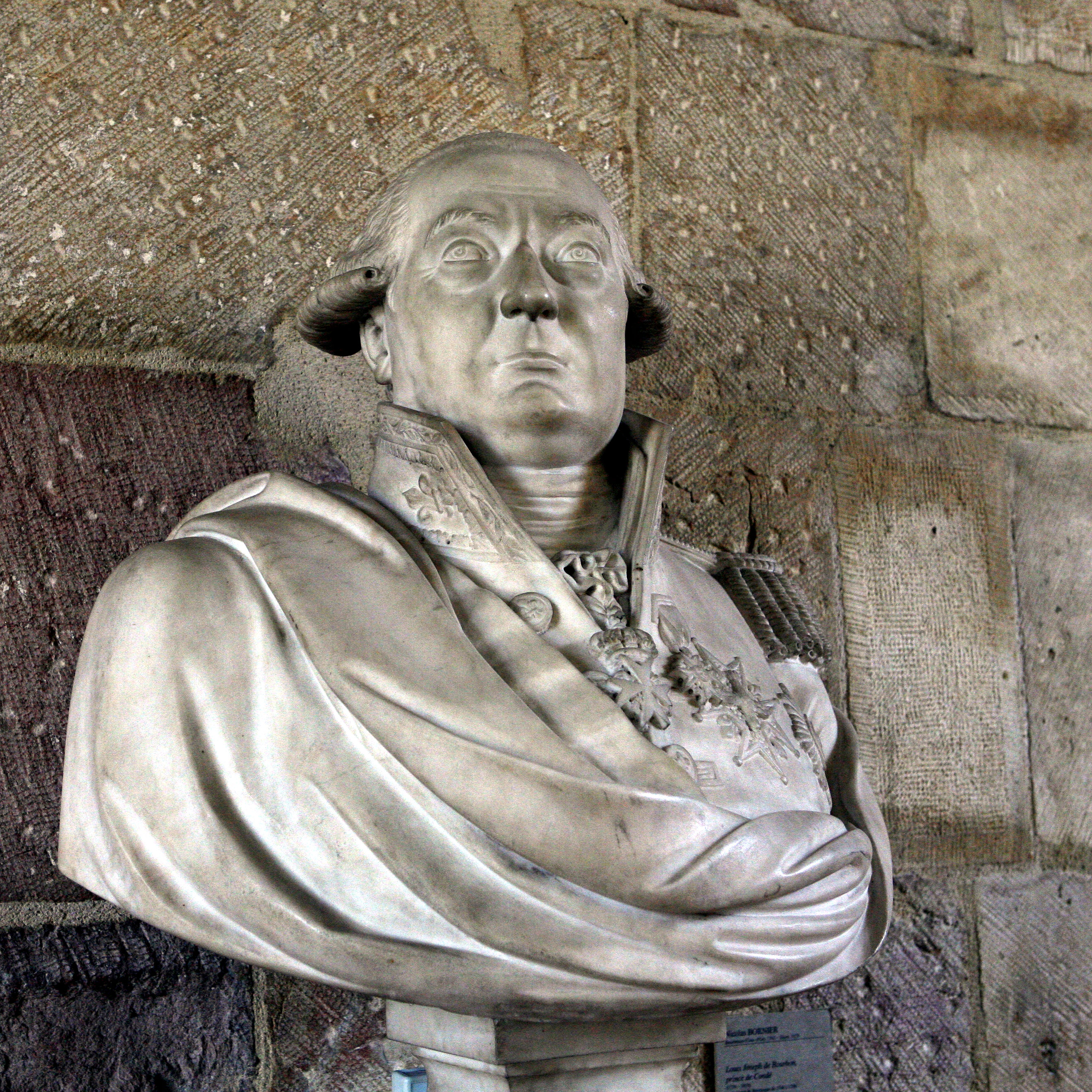
Louis V Joseph de Bourbon-Condé.

Le régiment de chasseurs nobles reprend officiellement le nom de régiment noble à pied de Condé en novembre 1797.
En novembre 1799, en Russie, le régiment noble à pied de Condé, pour parcourir de longues étapes, se contente de voitures de paysans, que les hommes couvrent modestement d'une toile. En sorte que la marche du régiment noble à pied reprend sa forme accoutumée, celle d'une caravane nombreuse escortée de quelques hommes armés ; mais pour cette fois on n'y voit pas de femmes, elles sont restées au dépôt.
Louis XVIII s'arrêta le 23 mai 1800 pour dîner à San Daniele del Friuli, bourg au-delà du Tagliamento, chez le comte de Mazancourt, colonel du régiment noble à pied qui y est cantonné, et qui ne doit se mettre en mouvement que deux jours après. Dans les jours qui suivent, le régiment noble à pied traverse la ville de Salzbourg pour se rendre dans ses cantonnements, et Monseigneur[Comment ?] le voit défiler en parade.
Le colonel Ramsay passa, le 27, la revue du régiment noble à pied, et de celui de Durand.
Les nouveaux uniformes sont distribués le 5 janvier 1801 au régiment noble à pied qui avait conservé jusqu'alors, ainsi que tout le corps, le costume russe.

## Les noms des membres du régiment
- Liste des officiers et des hommes des compagnies du régiment noble à pied,
- nobles présents au dépôt du régiment noble à pied formé en juillet 1800.